# Boyfriend (canción de Dove Cameron)
«Boyfriend» es una canción de la cantante y actriz estadounidense Dove Cameron, fue lanzada el 11 de febrero de 2022 a través de Disruptor Records y Columbia Records. La canción fue escrita por Cameron, Delacey, Evan Blair y Skyler Stonestreet, y producida por Evan Blair.

## Antecedentes
Cameron publicó un video que contiene una parte de la canción en TikTok que obtuvo más de 4,7 millones de me gusta. Aunque la canción no estaba destinada a ser lanzada en febrero, cuando se volvió viral, más tarde anunció en Instagram que la canción sería lanzada el 11 de febrero de 2022.

## Contenido
«Boyfriend» hace referencia a la sexualidad de Cameron después de que se declarara queer en 2021. Melody Heald de Glitter Magazine escribió que la canción «insinúa que su interés amoroso necesita una novia, pensando que la trataría mejor que a su novio» al «hacer cosas que él nunca haría». Cameron dijo en un comunicado de prensa: «Al escribir 'Boyfriend', siento que finalmente encontré mi sonido, mi perspectiva y a mí misma de una manera que no estaba segura de encontrar. Estoy inmensamente feliz de tener esta canción y esta parte de mí en el mundo».

## Recepción crítica
Isabella Vega de Euphoria Magazine comentó que se convertirá en un gran éxito debido a «su lirismo asesino, o incluso es una producción casi gótica, pero con su mensaje profundamente arraigado de autoempoderamiento». Caitlin White de Uproxx describió la canción como «dramática y oscura, y golpea como un himno queer de James Bond».

## Créditos y personal
Créditos adaptados de Tidal.
- Evan Blair - productor, compositor, letrista, ingeniero de grabación
- Delacey – compositor, letrista
- Dove Cameron – compositora, letrista, intérprete asociada
- Skyler Stonestreet – compositor, letrista
- Eric Legg – ingeniero de masterización
- Alex Ghenea - ingeniero de mezcla

## Posicionamiento en listas
| Listas (2022)                             | Mejor posición |
| ----------------------------------------- | -------------- |
| Australia (ARIA)                          | 15             |
| Austria (Ö3 Austria Top 40)               | 18             |
| Bélgica (Flandes) (Ultratop 50)           | 40             |
| Canadá (Canadian Hot 100)                 | 25             |
| Canada CHR/Top 40 (Billboard)             | 40             |
| República Checa (Singles Digitál Top 100) | 29             |
| Finlandia (OFC)                           | 18             |
| Francia (SNEP)                            | 123            |
| Alemania (Offizielle Deutsche Charts)     | 26             |
| Global 200 (Billboard)                    | 17             |
| Grecia (IFPI)                             | 8              |
| Hungría (Single Top 40)                   | 19             |
| Hungría (Stream Top 40)                   | 19             |
| Irlanda (IRMA)                            | 11             |
| Lituania (AGATA)                          | 19             |
| Países Bajos (Mega Single Top 100)        | 49             |
| Nueva Zelanda (Recorded Music NZ)         | 19             |
| Noruega (VG-lista)                        | 10             |
| Portugal (AFP)                            | 35             |
| Singapur (RIAS)                           | 30             |
| Eslovaquia (Singles Digitál Top 100)      | 20             |
| Sudáfrica (RISA)                          | 56             |
| Suecia (Sverigetopplistan)                | 23             |
| Suiza (Schweizer Hitparade)               | 32             |
| Reino Unido (UK Singles Chart)            | 9              |
| Estados Unidos (Billboard Hot 100)        | 16             |
| Estados Unidos (Adult Top 40)             | 33             |
| Estados Unidos (Mainstream Top 40)        | 23             |

## Historial de lanzamiento
| Región         | Fecha                 | Formato                           | Discográfica                       | Ref.   |
| -------------- | --------------------- | --------------------------------- | ---------------------------------- | ------ |
| Varios         | 11 de febrero de 2022 | Descarga digital Streaming        | Disruptor Records Columbia Records | [ 38 ] |
| Italia         | 4 de marzo de 2022    | Hit contemporáneo de la radio     | Sony Music                         | [ 39 ] |
| Estados Unidos | 7 de marzo de 2022    | Música contemporánea para adultos | Columbia Records                   | [ 40 ] |